# Priscula taruma
Priscula taruma is een spinnensoort uit de familie trilspinnen (Pholcidae). De soort komt voor in Guyana.